# أنتوني جيمس بار
أنتوني جيمس بار (بالإنجليزية: Anthony James Barr)‏ هو مهندس برمجيات وشخصية أعمال ومخترِع ومهندس أمريكي، ولد في 24 سبتمبر 1940 في نيويورك في الولايات المتحدة.